# スロウ・ウエスト
『スロウ・ウエスト』（原題: Slow West）は、2015年に公開された英新合作の西部劇映画。監督はジョン・マクリーン、主演はコディ・スミット＝マクフィーが務めた。なお、本作はマクリーンの映画監督デビュー作でもある。

## あらすじ
16歳のジェイ・キャヴェンディッシュは思い人のローズの行方を追って、スコットランドからアメリカにやって来た。旅行中、ジェイは先住民族に襲撃されたが、偶然通りかかったサイラス・セレックによって救出された。ジェイはサイラスに感謝すると共に、彼を護衛として雇うことにした。しばらくして、2人はローズとその父親（ジョン）が賞金首として命を狙われていることを知った。
やがて、2人はローズとジョンがとある先住民族に匿われているとの情報を入手したが、他の賞金稼ぎたちもその情報を基に動き始めていた。賞金稼ぎたちと先住民族が激しい銃撃戦を繰り広げる中、ジェイは一人でローズの救出に向かったが、銃弾に倒れてしまった。その弾を撃ったのはローズで、ジェイを賞金稼ぎと勘違いしたのである。ローズは慌ててジェイの介抱に当たったが、その最中にギャングがやって来た。ジェイは最期の力を振り絞ってギャングを射殺した。ジェイの遺体に対面したサイラスは「ジェイは君のことを心から愛していた」とローズに告げるのだった。

## キャスト
※括弧内は日本語吹替
- ジェイ・キャヴェンディッシュ - コディ・スミット＝マクフィー
- サイラス・セレック - マイケル・ファスベンダー（西垣俊作）
- ペイン - ベン・メンデルソーン
- ローズ・ロス - カレン・ピストリアス（英語版）
- ジョン・ロス - ロリー・マッキャン
- ヴィクター・ザ・ホーク - エドウィン・ライト
- ザ・キッド - マイケル・ウォーリー
- ウェルナー - アンドリュー・ロバート（英語版）
- マリマチョ - マデレーン・サミ（英語版）
- ペヨーテ・ジョー - ブライアン・サージェント（英語版）

## 製作・公開
2013年9月19日、コディ・スミット＝マクフィー、マイケル・ファスベンダー、ベン・メンデルソーンが本作に出演するとの報道があった。10月21日、本作の主要撮影がニュージーランドで始まった。
2014年12月15日、A24が本作の全米配給権を獲得したと報じられた。2015年1月24日、本作はサンダンス映画祭でプレミア上映され、ワールドシネマ部門のグランプリに輝いた。3月24日、本作のオフィシャル・トレイラーが公開された。

## 評価
本作は批評家から絶賛されている。映画批評集積サイトのRotten Tomatoesには131件のレビューがあり、批評家支持率は93%、平均点は10点満点で7.5点となっている。サイト側による批評家の見解の要約は「ジョン・マクリーンは監督デビュー作の『スロウ・ウエスト』で映画界にその名を轟かせることになった。同作には、西部劇のファンを楽しませるだけの独創性がある。」となっている。また、Metacriticには27件のレビューがあり、加重平均値は73/100となっている。